# 比氏南鰍
比氏南鰍（學名：Schistura beavani）為輻鰭魚綱鯉形目條鰍科南鰍屬的其中一種。分布於亞洲尼泊爾、印度及孟加拉淡水流域，體長可達10.2公分，棲息在水淺、礫石底質的河川底層水域，生活習性不明。可做為觀賞魚，飼養時水族箱應具有適當的流速並且含氧量，基質應該由柔軟的細沙組成，以使該物種表現出它的自然挖洞行為，清潔水族箱時，在沙子中發現少量粘液並不罕見，因為魚似乎會產生這種物質，以幫助推動自己穿過底物。水族箱的其餘部分應該有光滑的圓形鵝卵石和鵝卵石，以及相當明亮的燈光，以模擬它們所在的淺河床。

## 扩展阅读
維基物種上的相關：比氏南鰍